# Đại dịch COVID-19 tại Israel
| COVID-19 tại Israel () Tử vong Hồi phục Đang điều trị 202020212022Thg 2Thg 3Thg 4Thg 5Thg 6Thg 7Thg 8Thg 9Thg 10Thg 11Thg 12Thg 1Thg 2Thg 3Thg 4Thg 5Thg 6Thg 7Thg 8Thg 9Thg 10Thg 11Thg 12Thg 1Thg 2Thg 3Thg 4Thg 515 ngày gần nhất15 ngày gần nhất | COVID-19 tại Israel () Tử vong Hồi phục Đang điều trị 202020212022Thg 2Thg 3Thg 4Thg 5Thg 6Thg 7Thg 8Thg 9Thg 10Thg 11Thg 12Thg 1Thg 2Thg 3Thg 4Thg 5Thg 6Thg 7Thg 8Thg 9Thg 10Thg 11Thg 12Thg 1Thg 2Thg 3Thg 4Thg 515 ngày gần nhất15 ngày gần nhất | COVID-19 tại Israel () Tử vong Hồi phục Đang điều trị 202020212022Thg 2Thg 3Thg 4Thg 5Thg 6Thg 7Thg 8Thg 9Thg 10Thg 11Thg 12Thg 1Thg 2Thg 3Thg 4Thg 5Thg 6Thg 7Thg 8Thg 9Thg 10Thg 11Thg 12Thg 1Thg 2Thg 3Thg 4Thg 515 ngày gần nhất15 ngày gần nhất | COVID-19 tại Israel () Tử vong Hồi phục Đang điều trị 202020212022Thg 2Thg 3Thg 4Thg 5Thg 6Thg 7Thg 8Thg 9Thg 10Thg 11Thg 12Thg 1Thg 2Thg 3Thg 4Thg 5Thg 6Thg 7Thg 8Thg 9Thg 10Thg 11Thg 12Thg 1Thg 2Thg 3Thg 4Thg 515 ngày gần nhất15 ngày gần nhất | COVID-19 tại Israel () Tử vong Hồi phục Đang điều trị 202020212022Thg 2Thg 3Thg 4Thg 5Thg 6Thg 7Thg 8Thg 9Thg 10Thg 11Thg 12Thg 1Thg 2Thg 3Thg 4Thg 5Thg 6Thg 7Thg 8Thg 9Thg 10Thg 11Thg 12Thg 1Thg 2Thg 3Thg 4Thg 515 ngày gần nhất15 ngày gần nhất |
| --- | --- | --- | --- | --- |
| Ngày | Ngày | | Ca nhiễm | Ca nhiễm |
| 2020-02-21 | 2020-02-21 | | 1(n.a.) | |
| 2020-02-22 | 2020-02-22 | | 1(=) | |
| 2020-02-23 | 2020-02-23 | | 1(=) | |
| 2020-02-24 | 2020-02-24 | | 2(+100%) | |
| 2020-02-25 | 2020-02-25 | | 2(=) | |
| 2020-02-26 | 2020-02-26 | | 2(=) | |
| 2020-02-27 | 2020-02-27 | | 3(+50%) | |
| 2020-02-28 | 2020-02-28 | | 6(+100%) | |
| 2020-02-29 | 2020-02-29 | | 6(=) | |
| 2020-03-01 | 2020-03-01 | | 7(+17%) | |
| 2020-03-02 | 2020-03-02 | | 12(+71%) | |
| 2020-03-03 | 2020-03-03 | | 15(+25%) | |
| 2020-03-04 | 2020-03-04 | | 15(=) | |
| 2020-03-05 | 2020-03-05 | | 24(+60%) | |
| 2020-03-06 | 2020-03-06 | | 28(+17%) | |
| 2020-03-07 | 2020-03-07 | | 32(+14%) | |
| 2020-03-08 | 2020-03-08 | | 41(+28%) | |
| 2020-03-09 | 2020-03-09 | | 45(+9,8%) | |
| 2020-03-10 | 2020-03-10 | | 78(+73%) | |
| 2020-03-11 | 2020-03-11 | | 97(+24%) | |
| 2020-03-12 | 2020-03-12 | | 119(+23%) | |
| 2020-03-13 | 2020-03-13 | | 154(+29%) | |
| 2020-03-14 | 2020-03-14 | | 183(+19%) | |
| 2020-03-15 | 2020-03-15 | | 223(+22%) | |
| 2020-03-16 | 2020-03-16 | | 296(+33%) | |
| 2020-03-17 | 2020-03-17 | | 390(+32%) | |
| 2020-03-18 | 2020-03-18 | | 514(+32%) | |
| 2020-03-19 | 2020-03-19 | | 650(+26%) | |
| 2020-03-20 | 2020-03-20 | | 818(+26%) | |
| 2020-03-21 | 2020-03-21 | | 1.029(+26%) | |
| 2020-03-22 | 2020-03-22 | | 1.282(+25%) | |
| 2020-03-23 | 2020-03-23 | | 1.634(+27%) | |
| 2020-03-24 | 2020-03-24 | | 2.057(+26%) | |
| 2020-03-25 | 2020-03-25 | | 2.482(+21%) | |
| 2020-03-26 | 2020-03-26 | | 3.002(+21%) | |
| 2020-03-27 | 2020-03-27 | | 3.436(+14%) | |
| 2020-03-28 | 2020-03-28 | | 3.916(+14%) | |
| 2020-03-29 | 2020-03-29 | | 4.447(+14%) | |
| 2020-03-30 | 2020-03-30 | | 4.995(+12%) | |
| 2020-03-31 | 2020-03-31 | | 5.734(+15%) | |
| 2020-04-01 | 2020-04-01 | | 6.437(+12%) | |
| 2020-04-02 | 2020-04-02 | | 7.159(+11%) | |
| 2020-04-03 | 2020-04-03 | | 7.760(+8,4%) | |
| 2020-04-04 | 2020-04-04 | | 8.189(+5,5%) | |
| 2020-04-05 | 2020-04-05 | | 8.774(+7,1%) | |
| 2020-04-06 | 2020-04-06 | | 9.225(+5,1%) | |
| 2020-04-07 | 2020-04-07 | | 9.602(+4,1%) | |
| 2020-04-08 | 2020-04-08 | | 9.943(+3,6%) | |
| 2020-04-09 | 2020-04-09 | | 10.285(+3,4%) | |
| 2020-04-10 | 2020-04-10 | | 10.644(+3,5%) | |
| 2020-04-11 | 2020-04-11 | | 10.987(+3,2%) | |
| 2020-04-12 | 2020-04-12 | | 11.539(+5%) | |
| 2020-04-13 | 2020-04-13 | | 11.977(+3,8%) | |
| 2020-04-14 | 2020-04-14 | | 12.376(+3,3%) | |
| 2020-04-15 | 2020-04-15 | | 12.687(+2,5%) | |
| 2020-04-16 | 2020-04-16 | | 12.984(+2,3%) | |
| 2020-04-17 | 2020-04-17 | | 13.282(+2,3%) | |
| 2020-04-18 | 2020-04-18 | | 13.572(+2,2%) | |
| 2020-04-19 | 2020-04-19 | | 13.848(+2%) | |
| 2020-04-20 | 2020-04-20 | | 14.146(+2,2%) | |
| 2020-04-21 | 2020-04-21 | | 14.428(+2%) | |
| 2020-04-22 | 2020-04-22 | | 14.654(+1,6%) | |
| 2020-04-23 | 2020-04-23 | | 14.930(+1,9%) | |
| 2020-04-24 | 2020-04-24 | | 15.179(+1,7%) | |
| 2020-04-25 | 2020-04-25 | | 15.338(+1%) | |
| 2020-04-26 | 2020-04-26 | | 15.420(+0,53%) | |
| 2020-04-27 | 2020-04-27 | | 15.547(+0,82%) | |
| 2020-04-28 | 2020-04-28 | | 15.708(+1%) | |
| 2020-04-29 | 2020-04-29 | | 15.790(+0,52%) | |
| 2020-04-30 | 2020-04-30 | | 15.933(+0,91%) | |
| 2020-05-01 | 2020-05-01 | | 16.049(+0,73%) | |
| 2020-05-02 | 2020-05-02 | | 16.106(+0,36%) | |
| 2020-05-03 | 2020-05-03 | | 16.133(+0,17%) | |
| 2020-05-04 | 2020-05-04 | | 16.188(+0,34%) | |
| 2020-05-05 | 2020-05-05 | | 16.221(+0,2%) | |
| 2020-05-06 | 2020-05-06 | | 16.286(+0,4%) | |
| 2020-05-07 | 2020-05-07 | | 16.347(+0,37%) | |
| 2020-05-08 | 2020-05-08 | | 16.380(+0,2%) | |
| 2020-05-09 | 2020-05-09 | | 16.400(+0,12%) | |
| 2020-05-10 | 2020-05-10 | | 16.429(+0,18%) | |
| 2020-05-11 | 2020-05-11 | | 16.468(+0,24%) | |
| 2020-05-12 | 2020-05-12 | | 16.491(+0,14%) | |
| 2020-05-13 | 2020-05-13 | | 16.530(+0,24%) | |
| 2020-05-14 | 2020-05-14 | | 16.552(+0,13%) | |
| 2020-05-15 | 2020-05-15 | | 16.564(+0,07%) | |
| 2020-05-16 | 2020-05-16 | | 16.569(+0,03%) | |
| 2020-05-17 | 2020-05-17 | | 16.584(+0,09%) | |
| 2020-05-18 | 2020-05-18 | | 16.611(+0,16%) | |
| 2020-05-19 | 2020-05-19 | | 16.633(+0,13%) | |
| 2020-05-20 | 2020-05-20 | | 16.648(+0,09%) | |
| 2020-05-21 | 2020-05-21 | | 16.665(+0,1%) | |
| 2020-05-22 | 2020-05-22 | | 16.684(+0,11%) | |
| 2020-05-23 | 2020-05-23 | | 16.689(+0,03%) | |
| 2020-05-24 | 2020-05-24 | | 16.702(+0,08%) | |
| 2020-05-25 | 2020-05-25 | | 16.724(+0,13%) | |
| 2020-05-26 | 2020-05-26 | | 16.774(+0,3%) | |
| 2020-05-27 | 2020-05-27 | | 16.814(+0,24%) | |
| 2020-05-28 | 2020-05-28 | | 16.891(+0,46%) | |
| 2020-05-29 | 2020-05-29 | | 17.004(+0,67%) | |
| 2020-05-30 | 2020-05-30 | | 17.033(+0,17%) | |
| 2020-05-31 | 2020-05-31 | | 17.120(+0,51%) | |
| 2020-06-01 | 2020-06-01 | | 17.220(+0,58%) | |
| 2020-06-02 | 2020-06-02 | | 17.341(+0,7%) | |
| 2020-06-03 | 2020-06-03 | | 17.438(+0,56%) | |
| 2020-06-04 | 2020-06-04 | | 17.580(+0,81%) | |
| 2020-06-05 | 2020-06-05 | | 17.707(+0,72%) | |
| 2020-06-06 | 2020-06-06 | | 17.785(+0,44%) | |
| 2020-06-07 | 2020-06-07 | | 17.924(+0,78%) | |
| 2020-06-08 | 2020-06-08 | | 18.103(+1%) | |
| 2020-06-09 | 2020-06-09 | | 18.277(+0,96%) | |
| 2020-06-10 | 2020-06-10 | | 18.518(+1,3%) | |
| 2020-06-11 | 2020-06-11 | | 18.709(+1%) | |
| 2020-06-12 | 2020-06-12 | | 18.893(+0,98%) | |
| 2020-06-13 | 2020-06-13 | | 19.041(+0,78%) | |
| 2020-06-14 | 2020-06-14 | | 19.175(+0,7%) | |
| 2020-06-15 | 2020-06-15 | | 19.375(+1%) | |
| 2020-06-16 | 2020-06-16 | | 19.674(+1,5%) | |
| 2020-06-17 | 2020-06-17 | | 19.945(+1,4%) | |
| 2020-06-18 | 2020-06-18 | | 20.248(+1,5%) | |
| 2020-06-19 | 2020-06-19 | | 20.558(+1,5%) | |
| 2020-06-20 | 2020-06-20 | | 20.719(+0,78%) | |
| 2020-06-21 | 2020-06-21 | | 20.893(+0,84%) | |
| 2020-06-22 | 2020-06-22 | | 21.236(+1,6%) | |
| 2020-06-23 | 2020-06-23 | | 21.689(+2,1%) | |
| 2020-06-24 | 2020-06-24 | | 22.176(+2,2%) | |
| 2020-06-25 | 2020-06-25 | | 22.692(+2,3%) | |
| 2020-06-26 | 2020-06-26 | | 23.155(+2%) | |
| 2020-06-27 | 2020-06-27 | | 23.553(+1,7%) | |
| 2020-06-28 | 2020-06-28 | | 23.938(+1,6%) | |
| 2020-06-29 | 2020-06-29 | | 24.695(+3,2%) | |
| 2020-06-30 | 2020-06-30 | | 25.484(+3,2%) | |
| 2020-07-01 | 2020-07-01 | | 26.454(+3,8%) | |
| 2020-07-02 | 2020-07-02 | | 27.604(+4,3%) | |
| 2020-07-03 | 2020-07-03 | | 28.546(+3,4%) | |
| 2020-07-04 | 2020-07-04 | | 29.367(+2,9%) | |
| 2020-07-05 | 2020-07-05 | | 30.197(+2,8%) | |
| 2020-07-06 | 2020-07-06 | | 31.330(+3,8%) | |
| 2020-07-07 | 2020-07-07 | | 32.717(+4,4%) | |
| 2020-07-08 | 2020-07-08 | | 34.043(+4,1%) | |
| 2020-07-09 | 2020-07-09 | | 35.567(+4,5%) | |
| 2020-07-10 | 2020-07-10 | | 36.974(+4%) | |
| 2020-07-11 | 2020-07-11 | | 38.142(+3,2%) | |
| 2020-07-12 | 2020-07-12 | | 39.380(+3,2%) | |
| 2020-07-13 | 2020-07-13 | | 41.097(+4,4%) | |
| 2020-07-14 | 2020-07-14 | | 42.699(+3,9%) | |
| 2020-07-15 | 2020-07-15 | | 44.575(+4,4%) | |
| 2020-07-16 | 2020-07-16 | | 46.508(+4,3%) | |
| 2020-07-17 | 2020-07-17 | | 48.110(+3,4%) | |
| 2020-07-18 | 2020-07-18 | | 49.557(+3%) | |
| 2020-07-19 | 2020-07-19 | | 50.573(+2,1%) | |
| 2020-07-20 | 2020-07-20 | | 52.460(+3,7%) | |
| 2020-07-21 | 2020-07-21 | | 54.467(+3,8%) | |
| 2020-07-22 | 2020-07-22 | | 56.510(+3,8%) | |
| 2020-07-23 | 2020-07-23 | | 58.495(+3,5%) | |
| 2020-07-24 | 2020-07-24 | | 60.323(+3,1%) | |
| 2020-07-25 | 2020-07-25 | | 61.434(+1,8%) | |
| 2020-07-26 | 2020-07-26 | | 62.472(+1,7%) | |
| 2020-07-27 | 2020-07-27 | | 64.522(+3,3%) | |
| 2020-07-28 | 2020-07-28 | | 66.646(+3,3%) | |
| 2020-07-29 | 2020-07-29 | | 68.601(+2,9%) | |
| 2020-07-30 | 2020-07-30 | | 70.385(+2,6%) | |
| 2020-07-31 | 2020-07-31 | | 71.744(+1,9%) | |
| 2020-08-01 | 2020-08-01 | | 72.369(+0,87%) | |
| 2020-08-02 | 2020-08-02 | | 73.077(+0,98%) | |
| 2020-08-03 | 2020-08-03 | | 74.877(+2,5%) | |
| 2020-08-04 | 2020-08-04 | | 76.605(+2,3%) | |
| 2020-08-05 | 2020-08-05 | | 78.294(+2,2%) | |
| 2020-08-06 | 2020-08-06 | | 79.971(+2,1%) | |
| 2020-08-07 | 2020-08-07 | | 81.735(+2,2%) | |
| 2020-08-08 | 2020-08-08 | | 82.489(+0,92%) | |
| 2020-08-09 | 2020-08-09 | | 83.413(+1,1%) | |
| 2020-08-10 | 2020-08-10 | | 85.116(+2%) | |
| 2020-08-11 | 2020-08-11 | | 86.939(+2,1%) | |
| 2020-08-12 | 2020-08-12 | | 88.559(+1,9%) | |
| 2020-08-13 | 2020-08-13 | | 90.202(+1,9%) | |
| 2020-08-14 | 2020-08-14 | | 91.591(+1,5%) | |
| 2020-08-15 | 2020-08-15 | | 92.348(+0,83%) | |
| 2020-08-16 | 2020-08-16 | | 93.417(+1,2%) | |
| 2020-08-17 | 2020-08-17 | | 95.066(+1,8%) | |
| 2020-08-18 | 2020-08-18 | | 96.714(+1,7%) | |
| 2020-08-19 | 2020-08-19 | | 98.355(+1,7%) | |
| 2020-08-20 | 2020-08-20 | | 99.839(+1,5%) | |
| 2020-08-21 | 2020-08-21 | | 101.333(+1,5%) | |
| 2020-08-22 | 2020-08-22 | | 102.043(+0,7%) | |
| 2020-08-23 | 2020-08-23 | | 103.008(+0,95%) | |
| 2020-08-24 | 2020-08-24 | | 104.908(+1,8%) | |
| 2020-08-25 | 2020-08-25 | | 106.867(+1,9%) | |
| 2020-08-26 | 2020-08-26 | | 108.851(+1,9%) | |
| 2020-08-27 | 2020-08-27 | | 110.955(+1,9%) | |
| 2020-08-28 | 2020-08-28 | | 112.787(+1,7%) | |
| 2020-08-29 | 2020-08-29 | | 113.697(+0,81%) | |
| 2020-08-30 | 2020-08-30 | | 114.799(+0,97%) | |
| 2020-08-31 | 2020-08-31 | | 116.976(+1,9%) | |
| 2020-09-01 | 2020-09-01 | | 119.228(+1,9%) | |
| 2020-09-02 | 2020-09-02 | | 122.419(+2,7%) | |
| 2020-09-03 | 2020-09-03 | | 125.080(+2,2%) | |
| 2020-09-04 | 2020-09-04 | | 127.702(+2,1%) | |
| 2020-09-05 | 2020-09-05 | | 129.207(+1,2%) | |
| 2020-09-06 | 2020-09-06 | | 131.381(+1,7%) | |
| 2020-09-07 | 2020-09-07 | | 134.768(+2,6%) | |
| 2020-09-08 | 2020-09-08 | | 138.256(+2,6%) | |
| 2020-09-09 | 2020-09-09 | | 142.249(+2,9%) | |
| 2020-09-10 | 2020-09-10 | | 146.406(+2,9%) | |
| 2020-09-11 | 2020-09-11 | | 150.381(+2,7%) | |
| 2020-09-12 | 2020-09-12 | | 153.100(+1,8%) | |
| 2020-09-13 | 2020-09-13 | | 156.273(+2,1%) | |
| 2020-09-14 | 2020-09-14 | | 161.076(+3,1%) | |
| 2020-09-15 | 2020-09-15 | | 166.610(+3,4%) | |
| 2020-09-16 | 2020-09-16 | | 171.181(+2,7%) | |
| 2020-09-17 | 2020-09-17 | | 176.565(+3,1%) | |
| 2020-09-18 | 2020-09-18 | | 181.902(+3%) | |
| 2020-09-19 | 2020-09-19 | | 185.710(+2,1%) | |
| 2020-09-20 | 2020-09-20 | | 188.288(+1,4%) | |
| 2020-09-21 | 2020-09-21 | | 192.159(+2,1%) | |
| 2020-09-22 | 2020-09-22 | | 199.183(+3,7%) | |
| 2020-09-23 | 2020-09-23 | | 206.330(+3,6%) | |
| 2020-09-24 | 2020-09-24 | | 214.599(+4%) | |
| 2020-09-25 | 2020-09-25 | | 222.991(+3,9%) | |
| 2020-09-26 | 2020-09-26 | | 228.869(+2,6%) | |
| 2020-09-27 | 2020-09-27 | | 232.306(+1,5%) | |
| 2020-09-28 | 2020-09-28 | | 233.464(+0,5%) | |
| 2020-09-29 | 2020-09-29 | | 238.455(+2,1%) | |
| 2020-09-30 | 2020-09-30 | | 247.530(+3,8%) | |
| 2020-10-01 | 2020-10-01 | | 255.252(+3,1%) | |
| 2020-10-02 | 2020-10-02 | | 262.309(+2,8%) | |
| 2020-10-03 | 2020-10-03 | | 264.902(+0,99%) | |
| 2020-10-04 | 2020-10-04 | | 267.839(+1,1%) | |
| 2020-10-05 | 2020-10-05 | | 273.560(+2,1%) | |
| 2020-10-06 | 2020-10-06 | | 278.281(+1,7%) | |
| 2020-10-07 | 2020-10-07 | | 282.443(+1,5%) | |
| 2020-10-08 | 2020-10-08 | | 286.197(+1,3%) | |
| 2020-10-09 | 2020-10-09 | | 289.159(+1%) | |
| 2020-10-10 | 2020-10-10 | | 290.075(+0,32%) | |
| 2020-10-11 | 2020-10-11 | | 291.719(+0,57%) | |
| 2020-10-12 | 2020-10-12 | | 294.887(+1,1%) | |
| 2020-10-13 | 2020-10-13 | | 297.220(+0,79%) | |
| 2020-10-14 | 2020-10-14 | | 299.336(+0,71%) | |
| 2020-10-15 | 2020-10-15 | | 300.947(+0,54%) | |
| 2020-10-16 | 2020-10-16 | | 302.445(+0,5%) | |
| 2020-10-17 | 2020-10-17 | | 302.857(+0,14%) | |
| 2020-10-18 | 2020-10-18 | | 303.781(+0,31%) | |
| 2020-10-19 | 2020-10-19 | | 305.300(+0,5%) | |
| 2020-10-20 | 2020-10-20 | | 306.494(+0,39%) | |
| 2020-10-21 | 2020-10-21 | | 307.664(+0,38%) | |
| 2020-10-22 | 2020-10-22 | | 308.695(+0,34%) | |
| 2020-10-23 | 2020-10-23 | | 309.545(+0,28%) | |
| 2020-10-24 | 2020-10-24 | | 309.791(+0,08%) | |
| 2020-10-25 | 2020-10-25 | | 310.397(+0,2%) | |
| 2020-10-26 | 2020-10-26 | | 311.281(+0,28%) | |
| 2020-10-27 | 2020-10-27 | | 312.168(+0,28%) | |
| 2020-10-28 | 2020-10-28 | | 312.892(+0,23%) | |
| 2020-10-29 | 2020-10-29 | | 313.536(+0,21%) | |
| 2020-10-30 | 2020-10-30 | | 314.214(+0,22%) | |
| 2020-10-31 | 2020-10-31 | | 314.442(+0,07%) | |
| 2020-11-01 | 2020-11-01 | | 315.100(+0,21%) | |
| 2020-11-02 | 2020-11-02 | | 315.889(+0,25%) | |
| 2020-11-03 | 2020-11-03 | | 316.734(+0,27%) | |
| 2020-11-04 | 2020-11-04 | | 317.503(+0,24%) | |
| 2020-11-05 | 2020-11-05 | | 318.073(+0,18%) | |
| 2020-11-06 | 2020-11-06 | | 318.765(+0,22%) | |
| 2020-11-07 | 2020-11-07 | | 318.977(+0,07%) | |
| 2020-11-08 | 2020-11-08 | | 319.511(+0,17%) | |
| 2020-11-09 | 2020-11-09 | | 320.230(+0,23%) | |
| 2020-11-10 | 2020-11-10 | | 320.905(+0,21%) | |
| 2020-11-11 | 2020-11-11 | | 321.671(+0,24%) | |
| 2020-11-12 | 2020-11-12 | | 322.507(+0,26%) | |
| 2020-11-13 | 2020-11-13 | | 323.267(+0,24%) | |
| 2020-11-14 | 2020-11-14 | | 323.559(+0,09%) | |
| 2020-11-15 | 2020-11-15 | | 324.185(+0,19%) | |
| 2020-11-16 | 2020-11-16 | | 325.058(+0,27%) | |
| 2020-11-17 | 2020-11-17 | | 325.887(+0,26%) | |
| 2020-11-18 | 2020-11-18 | | 326.681(+0,24%) | |
| 2020-11-19 | 2020-11-19 | | 327.451(+0,24%) | |
| 2020-11-20 | 2020-11-20 | | 328.223(+0,24%) | |
| 2020-11-21 | 2020-11-21 | | 328.646(+0,13%) | |
| 2020-11-22 | 2020-11-22 | | 329.408(+0,23%) | |
| 2020-11-23 | 2020-11-23 | | 330.367(+0,29%) | |
| 2020-11-24 | 2020-11-24 | | 331.224(+0,26%) | |
| 2020-11-25 | 2020-11-25 | | 332.303(+0,33%) | |
| 2020-11-26 | 2020-11-26 | | 333.390(+0,33%) | |
| 2020-11-27 | 2020-11-27 | | 334.424(+0,31%) | |
| 2020-11-28 | 2020-11-28 | | 335.006(+0,17%) | |
| 2020-11-29 | 2020-11-29 | | 336.030(+0,31%) | |
| 2020-11-30 | 2020-11-30 | | 337.287(+0,37%) | |
| 2020-12-01 | 2020-12-01 | | 338.484(+0,35%) | |
| 2020-12-02 | 2020-12-02 | | 340.070(+0,47%) | |
| 2020-12-03 | 2020-12-03 | | 341.521(+0,43%) | |
| 2020-12-04 | 2020-12-04 | | 343.036(+0,44%) | |
| 2020-12-05 | 2020-12-05 | | 344.037(+0,29%) | |
| 2020-12-06 | 2020-12-06 | | 345.400(+0,4%) | |
| 2020-12-07 | 2020-12-07 | | 347.258(+0,54%) | |
| 2020-12-08 | 2020-12-08 | | 349.023(+0,51%) | |
| 2020-12-09 | 2020-12-09 | | 350.889(+0,53%) | |
| 2020-12-10 | 2020-12-10 | | 352.894(+0,57%) | |
| 2020-12-11 | 2020-12-11 | | 354.729(+0,52%) | |
| 2020-12-12 | 2020-12-12 | | 356.027(+0,37%) | |
| 2020-12-13 | 2020-12-13 | | 357.754(+0,49%) | |
| 2020-12-14 | 2020-12-14 | | 360.067(+0,65%) | |
| 2020-12-15 | 2020-12-15 | | 362.957(+0,8%) | |
| 2020-12-16 | 2020-12-16 | | 365.808(+0,79%) | |
| 2020-12-17 | 2020-12-17 | | 368.652(+0,78%) | |
| 2020-12-18 | 2020-12-18 | | 371.442(+0,76%) | |
| 2020-12-19 | 2020-12-19 | | 373.328(+0,51%) | |
| 2020-12-20 | 2020-12-20 | | 376.419(+0,83%) | |
| 2020-12-21 | 2020-12-21 | | 380.272(+1%) | |
| 2020-12-22 | 2020-12-22 | | 384.653(+1,2%) | |
| 2020-12-23 | 2020-12-23 | | 388.688(+1%) | |
| 2020-12-24 | 2020-12-24 | | 392.736(+1%) | |
| 2020-12-25 | 2020-12-25 | | 396.748(+1%) | |
| 2020-12-26 | 2020-12-26 | | 399.405(+0,67%) | |
| 2020-12-27 | 2020-12-27 | | 402.929(+0,88%) | |
| 2020-12-28 | 2020-12-28 | | 408.446(+1,4%) | |
| 2020-12-29 | 2020-12-29 | | 414.082(+1,4%) | |
| 2020-12-30 | 2020-12-30 | | 419.945(+1,4%) | |
| 2020-12-31 | 2020-12-31 | | 425.817(+1,4%) | |
| 2021-01-01 | 2021-01-01 | | 431.837(+1,4%) | |
| 2021-01-02 | 2021-01-02 | | 436.051(+0,98%) | |
| 2021-01-03 | 2021-01-03 | | 441.278(+1,2%) | |
| 2021-01-04 | 2021-01-04 | | 449.683(+1,9%) | |
| 2021-01-05 | 2021-01-05 | | 457.919(+1,8%) | |
| 2021-01-06 | 2021-01-06 | | 465.793(+1,7%) | |
| 2021-01-07 | 2021-01-07 | | 473.438(+1,6%) | |
| 2021-01-08 | 2021-01-08 | | 481.591(+1,7%) | |
| 2021-01-09 | 2021-01-09 | | 486.748(+1,1%) | |
| 2021-01-10 | 2021-01-10 | | 493.682(+1,4%) | |
| 2021-01-11 | 2021-01-11 | | 503.387(+2%) | |
| 2021-01-12 | 2021-01-12 | | 512.684(+1,8%) | |
| 2021-01-13 | 2021-01-13 | | 522.152(+1,8%) | |
| 2021-01-14 | 2021-01-14 | | 531.443(+1,8%) | |
| 2021-01-15 | 2021-01-15 | | 539.868(+1,6%) | |
| 2021-01-16 | 2021-01-16 | | 544.955(+0,94%) | |
| 2021-01-17 | 2021-01-17 | | 550.596(+1%) | |
| 2021-01-18 | 2021-01-18 | | 560.706(+1,8%) | |
| 2021-01-19 | 2021-01-19 | | 569.329(+1,5%) | |
| 2021-01-20 | 2021-01-20 | | 577.691(+1,5%) | |
| 2021-01-21 | 2021-01-21 | | 584.961(+1,3%) | |
| 2021-01-22 | 2021-01-22 | | 592.348(+1,3%) | |
| 2021-01-23 | 2021-01-23 | | 594.797(+0,41%) | |
| 2021-01-24 | 2021-01-24 | | 599.740(+0,83%) | |
| 2021-01-25 | 2021-01-25 | | 608.467(+1,5%) | |
| 2021-01-26 | 2021-01-26 | | 616.266(+1,3%) | |
| 2021-01-27 | 2021-01-27 | | 623.993(+1,3%) | |
| 2021-01-28 | 2021-01-28 | | 631.169(+1,2%) | |
| 2021-01-29 | 2021-01-29 | | 637.928(+1,1%) | |
| 2021-01-30 | 2021-01-30 | | 640.550(+0,41%) | |
| 2021-01-31 | 2021-01-31 | | 645.774(+0,82%) | |
| 2021-02-01 | 2021-02-01 | | 654.696(+1,4%) | |
| 2021-02-02 | 2021-02-02 | | 662.713(+1,2%) | |
| 2021-02-03 | 2021-02-03 | | 670.181(+1,1%) | |
| 2021-02-04 | 2021-02-04 | | 677.430(+1,1%) | |
| 2021-02-05 | 2021-02-05 | | 684.012(+0,97%) | |
| 2021-02-06 | 2021-02-06 | | 686.669(+0,39%) | |
| 2021-02-07 | 2021-02-07 | | 691.265(+0,67%) | |
| 2021-02-08 | 2021-02-08 | | 699.107(+1,1%) | |
| 2021-02-09 | 2021-02-09 | | 705.270(+0,88%) | |
| 2021-02-10 | 2021-02-10 | | 710.943(+0,8%) | |
| 2021-02-11 | 2021-02-11 | | 715.951(+0,7%) | |
| 2021-02-12 | 2021-02-12 | | 720.622(+0,65%) | |
| 2021-02-13 | 2021-02-13 | | 722.510(+0,26%) | |
| 2021-02-14 | 2021-02-14 | | 725.993(+0,48%) | |
| 2021-02-15 | 2021-02-15 | | 731.181(+0,71%) | |
| 2021-02-16 | 2021-02-16 | | 735.749(+0,62%) | |
| 2021-02-17 | 2021-02-17 | | 739.911(+0,57%) | |
| 2021-02-18 | 2021-02-18 | | 743.243(+0,45%) | |
| 2021-02-19 | 2021-02-19 | | 747.032(+0,51%) | |
| 2021-02-20 | 2021-02-20 | | 748.287(+0,17%) | |
| 2021-02-21 | 2021-02-21 | | 751.394(+0,42%) | |
| 2021-02-22 | 2021-02-22 | | 756.200(+0,64%) | |
| 2021-02-23 | 2021-02-23 | | 760.643(+0,59%) | |
| 2021-02-24 | 2021-02-24 | | 765.014(+0,57%) | |
| 2021-02-25 | 2021-02-25 | | 768.827(+0,5%) | |
| 2021-02-26 | 2021-02-26 | | 772.638(+0,5%) | |
| 2021-02-27 | 2021-02-27 | | 774.076(+0,19%) | |
| 2021-02-28 | 2021-02-28 | | 777.134(+0,4%) | |
| 2021-03-01 | 2021-03-01 | | 781.986(+0,62%) | |
| 2021-03-02 | 2021-03-02 | | 786.361(+0,56%) | |
| 2021-03-03 | 2021-03-03 | | 791.029(+0,59%) | |
| 2021-03-04 | 2021-03-04 | | 794.686(+0,46%) | |
| 2021-03-05 | 2021-03-05 | | 798.398(+0,47%) | |
| 2021-03-06 | 2021-03-06 | | 800.268(+0,23%) | |
| 2021-03-07 | 2021-03-07 | | 802.612(+0,29%) | |
| 2021-03-08 | 2021-03-08 | | 806.395(+0,47%) | |
| 2021-03-09 | 2021-03-09 | | 809.515(+0,39%) | |
| 2021-03-10 | 2021-03-10 | | 812.348(+0,35%) | |
| 2021-03-11 | 2021-03-11 | | 814.896(+0,31%) | |
| 2021-03-12 | 2021-03-12 | | 817.307(+0,3%) | |
| 2021-03-13 | 2021-03-13 | | 818.089(+0,1%) | |
| 2021-03-14 | 2021-03-14 | | 819.478(+0,17%) | |
| 2021-03-15 | 2021-03-15 | | 821.601(+0,26%) | |
| 2021-03-16 | 2021-03-16 | | 823.165(+0,19%) | |
| 2021-03-17 | 2021-03-17 | | 824.695(+0,19%) | |
| 2021-03-18 | 2021-03-18 | | 825.942(+0,15%) | |
| 2021-03-19 | 2021-03-19 | | 827.024(+0,13%) | |
| 2021-03-20 | 2021-03-20 | | 827.373(+0,04%) | |
| 2021-03-21 | 2021-03-21 | | 828.047(+0,08%) | |
| 2021-03-22 | 2021-03-22 | | 829.024(+0,12%) | |
| 2021-03-23 | 2021-03-23 | | 829.711(+0,08%) | |
| 2021-03-24 | 2021-03-24 | | 830.189(+0,06%) | |
| 2021-03-25 | 2021-03-25 | | 831.032(+0,1%) | |
| 2021-03-26 | 2021-03-26 | | 831.552(+0,06%) | |
| 2021-03-27 | 2021-03-27 | | 831.783(+0,03%) | |
| 2021-03-28 | 2021-03-28 | | 831.912(+0,02%) | |
| 2021-03-29 | 2021-03-29 | | 832.275(+0,04%) | |
| 2021-03-30 | 2021-03-30 | | 832.718(+0,05%) | |
| 2021-03-31 | 2021-03-31 | | 833.210(+0,06%) | |
| 2021-04-01 | 2021-04-01 | | 833.544(+0,04%) | |
| 2021-04-02 | 2021-04-02 | | 833.962(+0,05%) | |
| 2021-04-03 | 2021-04-03 | | 834.086(+0,01%) | |
| 2021-04-04 | 2021-04-04 | | 834.281(+0,02%) | |
| 2021-04-05 | 2021-04-05 | | 834.661(+0,05%) | |
| 2021-04-06 | 2021-04-06 | | 834.966(+0,04%) | |
| 2021-04-07 | 2021-04-07 | | 835.242(+0,03%) | |
| 2021-04-08 | 2021-04-08 | | 835.454(+0,03%) | |
| 2021-04-09 | 2021-04-09 | | 835.677(+0,03%) | |
| 2021-04-10 | 2021-04-10 | | 835.763(+0,01%) | |
| 2021-04-11 | 2021-04-11 | | 835.902(+0,02%) | |
| 2021-04-12 | 2021-04-12 | | 836.123(+0,03%) | |
| 2021-04-13 | 2021-04-13 | | 836.322(+0,02%) | |
| 2021-04-14 | 2021-04-14 | | 836.518(+0,02%) | |
| 2021-04-15 | 2021-04-15 | | 836.613(+0,01%) | |
| 2021-04-16 | 2021-04-16 | | 836.722(+0,01%) | |
| 2021-04-17 | 2021-04-17 | | 836.805(+0,01%) | |
| 2021-04-18 | 2021-04-18 | | 836.946(+0,02%) | |
| 2021-04-19 | 2021-04-19 | | 837.079(+0,02%) | |
| 2021-04-20 | 2021-04-20 | | 837.238(+0,02%) | |
| 2021-04-21 | 2021-04-21 | | 837.352(+0,01%) | |
| 2021-04-22 | 2021-04-22 | | 837.481(+0,02%) | |
| 2021-04-23 | 2021-04-23 | | 837.589(+0,01%) | |
| 2021-04-24 | 2021-04-24 | | 837.628(=) | |
| 2021-04-25 | 2021-04-25 | | 837.705(+0,01%) | |
| 2021-04-26 | 2021-04-26 | | 837.797(+0,01%) | |
| 2021-04-27 | 2021-04-27 | | 837.884(+0,01%) | |
| 2021-04-28 | 2021-04-28 | | 837.979(+0,01%) | |
| 2021-04-29 | 2021-04-29 | | 838.072(+0,01%) | |
| 2021-04-30 | 2021-04-30 | | 838.151(+0,01%) | |
| 2021-05-01 | 2021-05-01 | | 838.165(=) | |
| 2021-05-02 | 2021-05-02 | | 838.214(+0,01%) | |
| 2021-05-03 | 2021-05-03 | | 838.279(+0,01%) | |
| 2021-05-04 | 2021-05-04 | | 838.342(+0,01%) | |
| 2021-05-05 | 2021-05-05 | | 838.410(+0,01%) | |
| 2021-05-06 | 2021-05-06 | | 838.458(+0,01%) | |
| 2021-05-07 | 2021-05-07 | | 838.491(=) | |
| 2021-05-08 | 2021-05-08 | | 838.507(=) | |
| 2021-05-09 | 2021-05-09 | | 838.540(=) | |
| 2021-05-10 | 2021-05-10 | | 838.591(+0,01%) | |
| 2021-05-11 | 2021-05-11 | | 838.625(=) | |
| 2021-05-12 | 2021-05-12 | | 838.652(=) | |
| 2021-05-13 | 2021-05-13 | | 838.682(=) | |
| 2021-05-14 | 2021-05-14 | | 838.709(=) | |
| 2021-05-15 | 2021-05-15 | | 838.729(=) | |
| 2021-05-16 | 2021-05-16 | | 838.758(=) | |
| 2021-05-17 | 2021-05-17 | | 838.773(=) | |
| 2021-05-18 | 2021-05-18 | | 838.795(=) | |
| 2021-05-19 | 2021-05-19 | | 838.850(+0,01%) | |
| 2021-05-20 | 2021-05-20 | | 838.883(=) | |
| 2021-05-21 | 2021-05-21 | | 838.905(=) | |
| 2021-05-22 | 2021-05-22 | | 838.917(=) | |
| 2021-05-23 | 2021-05-23 | | 838.943(=) | |
| 2021-05-24 | 2021-05-24 | | 838.971(=) | |
| 2021-05-25 | 2021-05-25 | | 838.993(=) | |
| 2021-05-26 | 2021-05-26 | | 839.007(=) | |
| 2021-05-27 | 2021-05-27 | | 839.021(=) | |
| 2021-05-28 | 2021-05-28 | | 839.039(=) | |
| 2021-05-29 | 2021-05-29 | | 839.051(=) | |
| 2021-05-30 | 2021-05-30 | | 839.054(=) | |
| 2021-05-31 | 2021-05-31 | | 839.068(=) | |
| 2021-06-01 | 2021-06-01 | | 839.103(=) | |
| 2021-06-02 | 2021-06-02 | | 839.116(=) | |
| 2021-06-03 | 2021-06-03 | | 839.126(=) | |
| 2021-06-04 | 2021-06-04 | | 839.157(=) | |
| 2021-06-05 | 2021-06-05 | | 839.162(=) | |
| 2021-06-06 | 2021-06-06 | | 839.166(=) | |
| 2021-06-07 | 2021-06-07 | | 839.172(=) | |
| 2021-06-08 | 2021-06-08 | | 839.202(=) | |
| 2021-06-09 | 2021-06-09 | | 839.208(=) | |
| 2021-06-10 | 2021-06-10 | | 839.226(=) | |
| 2021-06-11 | 2021-06-11 | | 839.244(=) | |
| 2021-06-12 | 2021-06-12 | | 839.249(=) | |
| 2021-06-13 | 2021-06-13 | | 839.252(=) | |
| 2021-06-14 | 2021-06-14 | | 839.278(=) | |
| 2021-06-15 | 2021-06-15 | | 839.304(=) | |
| 2021-06-16 | 2021-06-16 | | 839.317(=) | |
| 2021-06-17 | 2021-06-17 | | 839.343(=) | |
| 2021-06-18 | 2021-06-18 | | 839.378(=) | |
| 2021-06-19 | 2021-06-19 | | 839.424(+0,01%) | |
| 2021-06-20 | 2021-06-20 | | 839.473(+0,01%) | |
| 2021-06-21 | 2021-06-21 | | 839.598(+0,01%) | |
| 2021-06-22 | 2021-06-22 | | 839.708(+0,01%) | |
| 2021-06-23 | 2021-06-23 | | 839.848(+0,02%) | |
| 2021-06-24 | 2021-06-24 | | 840.077(+0,03%) | |
| 2021-06-25 | 2021-06-25 | | 840.307(+0,03%) | |
| 2021-06-26 | 2021-06-26 | | 840.423(+0,01%) | |
| 2021-06-27 | 2021-06-27 | | 840.568(+0,02%) | |
| 2021-06-28 | 2021-06-28 | | 840.856(+0,03%) | |
| 2021-06-29 | 2021-06-29 | | 841.150(+0,03%) | |
| 2021-06-30 | 2021-06-30 | | 841.460(+0,04%) | |
| 2021-07-01 | 2021-07-01 | | 841.757(+0,04%) | |
| 2021-07-02 | 2021-07-02 | | 842.085(+0,04%) | |
| 2021-07-03 | 2021-07-03 | | 842.272(+0,02%) | |
| 2021-07-04 | 2021-07-04 | | 842.618(+0,04%) | |
| 2021-07-05 | 2021-07-05 | | 843.121(+0,06%) | |
| 2021-07-06 | 2021-07-06 | | 843.648(+0,06%) | |
| 2021-07-07 | 2021-07-07 | | 844.173(+0,06%) | |
| 2021-07-08 | 2021-07-08 | | 844.639(+0,06%) | |
| 2021-07-09 | 2021-07-09 | | 845.173(+0,06%) | |
| 2021-07-10 | 2021-07-10 | | 845.435(+0,03%) | |
| 2021-07-11 | 2021-07-11 | | 845.878(+0,05%) | |
| 2021-07-12 | 2021-07-12 | | 846.640(+0,09%) | |
| 2021-07-13 | 2021-07-13 | | 847.386(+0,09%) | |
| 2021-07-14 | 2021-07-14 | | 848.157(+0,09%) | |
| 2021-07-15 | 2021-07-15 | | 849.020(+0,1%) | |
| 2021-07-16 | 2021-07-16 | | 850.150(+0,13%) | |
| 2021-07-17 | 2021-07-17 | | 850.582(+0,05%) | |
| 2021-07-18 | 2021-07-18 | | 851.419(+0,1%) | |
| 2021-07-19 | 2021-07-19 | | 852.804(+0,16%) | |
| 2021-07-20 | 2021-07-20 | | 854.214(+0,17%) | |
| 2021-07-21 | 2021-07-21 | | 855.561(+0,16%) | |
| 2021-07-22 | 2021-07-22 | | 856.844(+0,15%) | |
| 2021-07-23 | 2021-07-23 | | 858.283(+0,17%) | |
| 2021-07-24 | 2021-07-24 | | 859.255(+0,11%) | |
| 2021-07-25 | 2021-07-25 | | 860.671(+0,16%) | |
| 2021-07-26 | 2021-07-26 | | 862.806(+0,25%) | |
| 2021-07-27 | 2021-07-27 | | 865.092(+0,26%) | |
| 2021-07-28 | 2021-07-28 | | 867.282(+0,25%) | |
| 2021-07-29 | 2021-07-29 | | 869.458(+0,25%) | |
| 2021-07-30 | 2021-07-30 | | 871.899(+0,28%) | |
| 2021-07-31 | 2021-07-31 | | 873.997(+0,24%) | |
| 2021-08-01 | 2021-08-01 | | 876.121(+0,24%) | |
| 2021-08-02 | 2021-08-02 | | 879.980(+0,44%) | |
| 2021-08-03 | 2021-08-03 | | 883.292(+0,38%) | |
| 2021-08-04 | 2021-08-04 | | 886.800(+0,4%) | |
| 2021-08-05 | 2021-08-05 | | 890.682(+0,44%) | |
| 2021-08-06 | 2021-08-06 | | 894.569(+0,44%) | |
| 2021-08-07 | 2021-08-07 | | 897.500(+0,33%) | |
| 2021-08-08 | 2021-08-08 | | 900.943(+0,38%) | |
| 2021-08-09 | 2021-08-09 | | 907.318(+0,71%) | |
| 2021-08-10 | 2021-08-10 | | 913.173(+0,65%) | |
| 2021-08-11 | 2021-08-11 | | 919.196(+0,66%) | |
| 2021-08-12 | 2021-08-12 | | 925.342(+0,67%) | |
| 2021-08-13 | 2021-08-13 | | 931.293(+0,64%) | |
| 2021-08-14 | 2021-08-14 | | 935.510(+0,45%) | |
| 2021-08-15 | 2021-08-15 | | 940.703(+0,56%) | |
| 2021-08-16 | 2021-08-16 | | 949.492(+0,93%) | |
| 2021-08-17 | 2021-08-17 | | 957.454(+0,84%) | |
| 2021-08-18 | 2021-08-18 | | 965.470(+0,84%) | |
| 2021-08-19 | 2021-08-19 | | 973.285(+0,81%) | |
| 2021-08-20 | 2021-08-20 | | 981.186(+0,81%) | |
| 2021-08-21 | 2021-08-21 | | 986.601(+0,55%) | |
| 2021-08-22 | 2021-08-22 | | 993.184(+0,67%) | |
| 2021-08-23 | 2021-08-23 | | 1.003.217(+1%) | |
| 2021-08-24 | 2021-08-24 | | 1.013.298(+1%) | |
| 2021-08-25 | 2021-08-25 | | 1.022.521(+0,91%) | |
| 2021-08-26 | 2021-08-26 | | 1.031.618(+0,89%) | |
| 2021-08-27 | 2021-08-27 | | 1.040.301(+0,84%) | |
| 2021-08-28 | 2021-08-28 | | 1.047.580(+0,7%) | |
| 2021-08-29 | 2021-08-29 | | 1.054.363(+0,65%) | |
| 2021-08-30 | 2021-08-30 | | 1.065.513(+1,1%) | |
| 2021-08-31 | 2021-08-31 | | 1.075.958(+0,98%) | |
| 2021-09-01 | 2021-09-01 | | 1.087.250(+1%) | |
| 2021-09-02 | 2021-09-02 | | 1.098.584(+1%) | |
| 2021-09-03 | 2021-09-03 | | 1.108.475(+0,9%) | |
| 2021-09-04 | 2021-09-04 | | 1.113.511(+0,45%) | |
| 2021-09-05 | 2021-09-05 | | 1.119.374(+0,53%) | |
| 2021-09-06 | 2021-09-06 | | 1.130.237(+0,97%) | |
| 2021-09-07 | 2021-09-07 | | 1.137.105(+0,61%) | |
| 2021-09-08 | 2021-09-08 | | 1.140.424(+0,29%) | |
| 2021-09-09 | 2021-09-09 | | 1.148.373(+0,7%) | |
| 2021-09-10 | 2021-09-10 | | 1.158.257(+0,86%) | |
| 2021-09-11 | 2021-09-11 | | 1.168.537(+0,89%) | |
| 2021-09-12 | 2021-09-12 | | 1.176.358(+0,67%) | |
| 2021-09-13 | 2021-09-13 | | 1.187.308(+0,93%) | |
| 2021-09-14 | 2021-09-14 | | 1.197.162(+0,83%) | |
| 2021-09-15 | 2021-09-15 | | 1.206.025(+0,74%) | |
| 2021-09-16 | 2021-09-16 | | 1.209.309(+0,27%) | |
| 2021-09-17 | 2021-09-17 | | 1.214.332(+0,42%) | |
| 2021-09-18 | 2021-09-18 | | 1.222.941(+0,71%) | |
| 2021-09-19 | 2021-09-19 | | 1.229.488(+0,54%) | |
| 2021-09-20 | 2021-09-20 | | 1.238.305(+0,72%) | |
| 2021-09-21 | 2021-09-21 | | 1.243.132(+0,39%) | |
| 2021-09-22 | 2021-09-22 | | 1.249.160(+0,48%) | |
| 2021-09-23 | 2021-09-23 | | 1.255.610(+0,52%) | |
| 2021-09-24 | 2021-09-24 | | 1.260.597(+0,4%) | |
| 2021-09-25 | 2021-09-25 | | 1.263.247(+0,21%) | |
| 2021-09-26 | 2021-09-26 | | 1.267.120(+0,31%) | |
| 2021-09-27 | 2021-09-27 | | 1.272.360(+0,41%) | |
| 2021-09-28 | 2021-09-28 | | 1.274.798(+0,19%) | |
| 2021-09-29 | 2021-09-29 | | 1.278.428(+0,28%) | |
| 2021-09-30 | 2021-09-30 | | 1.282.821(+0,34%) | |
| 2021-10-01 | 2021-10-01 | | 1.286.443(+0,28%) | |
| 2021-10-02 | 2021-10-02 | | 1.288.182(+0,14%) | |
| 2021-10-03 | 2021-10-03 | | 1.290.882(+0,21%) | |
| 2021-10-04 | 2021-10-04 | | 1.294.155(+0,25%) | |
| 2021-10-05 | 2021-10-05 | | 1.296.705(+0,2%) | |
| 2021-10-06 | 2021-10-06 | | 1.299.129(+0,19%) | |
| 2021-10-07 | 2021-10-07 | | 1.301.246(+0,16%) | |
| 2021-10-08 | 2021-10-08 | | 1.303.268(+0,16%) | |
| 2021-10-09 | 2021-10-09 | | 1.304.307(+0,08%) | |
| 2021-10-10 | 2021-10-10 | | 1.305.799(+0,11%) | |
| 2021-10-11 | 2021-10-11 | | 1.308.143(+0,18%) | |
| 2021-10-12 | 2021-10-12 | | 1.309.960(+0,14%) | |
| 2021-10-13 | 2021-10-13 | | 1.311.730(+0,14%) | |
| 2021-10-14 | 2021-10-14 | | 1.313.076(+0,1%) | |
| 2021-10-15 | 2021-10-15 | | 1.314.649(+0,12%) | |
| 2021-10-16 | 2021-10-16 | | 1.315.390(+0,06%) | |
| 2021-10-17 | 2021-10-17 | | 1.316.613(+0,09%) | |
| 2021-10-18 | 2021-10-18 | | 1.318.114(+0,11%) | |
| 2021-10-19 | 2021-10-19 | | 1.319.261(+0,09%) | |
| 2021-10-20 | 2021-10-20 | | 1.320.297(+0,08%) | |
| 2021-10-21 | 2021-10-21 | | 1.321.288(+0,08%) | |
| 2021-10-22 | 2021-10-22 | | 1.322.268(+0,07%) | |
| 2021-10-23 | 2021-10-23 | | 1.322.598(+0,02%) | |
| 2021-10-24 | 2021-10-24 | | 1.323.402(+0,06%) | |
| 2021-10-25 | 2021-10-25 | | 1.323.516(+0,01%) | |
| 2021-10-26 | 2021-10-26 | | 1.325.048(+0,12%) | |
| 2021-10-27 | 2021-10-27 | | 1.325.691(+0,05%) | |
| 2021-10-28 | 2021-10-28 | | 1.326.347(+0,05%) | |
| 2021-10-29 | 2021-10-29 | | 1.326.742(+0,03%) | |
| 2021-10-30 | 2021-10-30 | | 1.327.126(+0,03%) | |
| 2021-10-31 | 2021-10-31 | | 1.330.434(+0,25%) | |
| 2021-11-01 | 2021-11-01 | | 1.331.124(+0,05%) | |
| 2021-11-02 | 2021-11-02 | | 1.331.791(+0,05%) | |
| 2021-11-03 | 2021-11-03 | | 1.332.407(+0,05%) | |
| 2021-11-04 | 2021-11-04 | | 1.332.921(+0,04%) | |
| 2021-11-05 | 2021-11-05 | | 1.333.263(+0,03%) | |
| 2021-11-06 | 2021-11-06 | | 1.333.605(+0,03%) | |
| 2021-11-07 | 2021-11-07 | | 1.334.358(+0,06%) | |
| 2021-11-08 | 2021-11-08 | | 1.334.926(+0,04%) | |
| 2021-11-09 | 2021-11-09 | | 1.335.400(+0,04%) | |
| 2021-11-10 | 2021-11-10 | | 1.335.896(+0,04%) | |
| 2021-11-11 | 2021-11-11 | | 1.336.287(+0,03%) | |
| 2021-11-12 | 2021-11-12 | | 1.336.587(+0,02%) | |
| 2021-11-13 | 2021-11-13 | | 1.336.882(+0,02%) | |
| 2021-11-14 | 2021-11-14 | | 1.337.364(+0,04%) | |
| 2021-11-15 | 2021-11-15 | | 1.337.899(+0,04%) | |
| 2021-11-16 | 2021-11-16 | | 1.338.457(+0,04%) | |
| 2021-11-17 | 2021-11-17 | | 1.338.950(+0,04%) | |
| 2021-11-18 | 2021-11-18 | | 1.339.417(+0,03%) | |
| 2021-11-19 | 2021-11-19 | | 1.339.723(+0,02%) | |
| 2021-11-20 | 2021-11-20 | | 1.340.084(+0,03%) | |
| 2021-11-21 | 2021-11-21 | | 1.338.821(−0,09%) | |
| 2021-11-22 | 2021-11-22 | | 1.339.537(+0,05%) | |
| 2021-11-23 | 2021-11-23 | | 1.340.144(+0,05%) | |
| 2021-11-24 | 2021-11-24 | | 1.340.687(+0,04%) | |
| 2021-11-25 | 2021-11-25 | | 1.341.224(+0,04%) | |
| 2021-11-26 | 2021-11-26 | | 1.341.761(+0,04%) | |
| 2021-11-27 | 2021-11-27 | | 1.341.881(+0,01%) | |
| 2021-11-28 | 2021-11-28 | | 1.342.495(+0,05%) | |
| 2021-11-29 | 2021-11-29 | | 1.343.192(+0,05%) | |
| 2021-11-30 | 2021-11-30 | | 1.343.769(+0,04%) | |
| 2021-12-01 | 2021-12-01 | | 1.344.307(+0,04%) | |
| 2021-12-02 | 2021-12-02 | | 1.344.797(+0,04%) | |
| 2021-12-03 | 2021-12-03 | | 1.345.083(+0,02%) | |
| 2021-12-04 | 2021-12-04 | | 1.345.442(+0,03%) | |
| 2021-12-05 | 2021-12-05 | | 1.346.147(+0,05%) | |
| 2021-12-06 | 2021-12-06 | | 1.346.892(+0,06%) | |
| 2021-12-07 | 2021-12-07 | | 1.347.692(+0,06%) | |
| 2021-12-08 | 2021-12-08 | | 1.348.369(+0,05%) | |
| 2021-12-09 | 2021-12-09 | | 1.348.979(+0,05%) | |
| 2021-12-10 | 2021-12-10 | | 1.349.385(+0,03%) | |
| 2021-12-11 | 2021-12-11 | | 1.349.890(+0,04%) | |
| 2021-12-12 | 2021-12-12 | | 1.350.215(+0,02%) | |
| 2021-12-13 | 2021-12-13 | | 1.351.520(+0,1%) | |
| 2021-12-14 | 2021-12-14 | | 1.352.222(+0,05%) | |
| 2021-12-15 | 2021-12-15 | | 1.353.011(+0,06%) | |
| 2021-12-16 | 2021-12-16 | | 1.353.874(+0,06%) | |
| 2021-12-17 | 2021-12-17 | | 1.354.751(+0,06%) | |
| 2021-12-18 | 2021-12-18 | | 1.355.144(+0,03%) | |
| 2021-12-19 | 2021-12-19 | | 1.356.165(+0,08%) | |
| 2021-12-20 | 2021-12-20 | | 1.357.494(+0,1%) | |
| 2021-12-21 | 2021-12-21 | | 1.358.694(+0,09%) | |
| 2021-12-22 | 2021-12-22 | | 1.360.111(+0,1%) | |
| 2021-12-23 | 2021-12-23 | | 1.361.625(+0,11%) | |
| 2021-12-24 | 2021-12-24 | | 1.363.415(+0,13%) | |
| 2021-12-25 | 2021-12-25 | | 1.364.221(+0,06%) | |
| 2021-12-26 | 2021-12-26 | | 1.366.027(+0,13%) | |
| 2021-12-27 | 2021-12-27 | | 1.369.001(+0,22%) | |
| 2021-12-28 | 2021-12-28 | | 1.372.246(+0,24%) | |
| 2021-12-29 | 2021-12-29 | | 1.376.320(+0,3%) | |
| 2021-12-30 | 2021-12-30 | | 1.381.400(+0,37%) | |
| 2021-12-31 | 2021-12-31 | | 1.386.893(+0,4%) | |
| 2022-01-01 | 2022-01-01 | | 1.391.124(+0,31%) | |
| 2022-01-02 | 2022-01-02 | | 1.397.739(+0,48%) | |
| 2022-01-03 | 2022-01-03 | | 1.408.693(+0,78%) | |
| 2022-01-04 | 2022-01-04 | | 1.421.332(+0,9%) | |
| 2022-01-05 | 2022-01-05 | | 1.439.864(+1,3%) | |
| 2022-01-06 | 2022-01-06 | | 1.458.895(+1,3%) | |
| 2022-01-07 | 2022-01-07 | | 1.480.884(+1,5%) | |
| 2022-01-08 | 2022-01-08 | | 1.503.749(+1,5%) | |
| 2022-01-09 | 2022-01-09 | | 1.534.892(+2,1%) | |
| 2022-01-10 | 2022-01-10 | | 1.576.307(+2,7%) | |
| 2022-01-11 | 2022-01-11 | | 1.623.072(+3%) | |
| 2022-01-12 | 2022-01-12 | | 1.671.673(+3%) | |
| 2022-01-13 | 2022-01-13 | | 1.720.926(+2,9%) | |
| 2022-01-14 | 2022-01-14 | | 1.766.773(+2,7%) | |
| 2022-01-15 | 2022-01-15 | | 1.811.826(+2,6%) | |
| 2022-01-16 | 2022-01-16 | | 1.876.547(+3,6%) | |
| 2022-01-17 | 2022-01-17 | | 1.948.534(+3,8%) | |
| 2022-01-18 | 2022-01-18 | | 2.022.290(+3,8%) | |
| 2022-01-19 | 2022-01-19 | | 2.097.212(+3,7%) | |
| 2022-01-20 | 2022-01-20 | | 2.172.257(+3,6%) | |
| 2022-01-21 | 2022-01-21 | | 2.237.847(+3%) | |
| 2022-01-22 | 2022-01-22 | | 2.305.735(+3%) | |
| 2022-01-23 | 2022-01-23 | | 2.390.900(+3,7%) | |
| 2022-01-24 | 2022-01-24 | | 2.474.556(+3,5%) | |
| 2022-01-25 | 2022-01-25 | | 2.550.842(+3,1%) | |
| 2022-01-26 | 2022-01-26 | | 2.618.692(+2,7%) | |
| 2022-01-27 | 2022-01-27 | | 2.676.357(+2,2%) | |
| 2022-01-28 | 2022-01-28 | | 2.729.660(+2%) | |
| 2022-01-29 | 2022-01-29 | | 2.779.127(+1,8%) | |
| 2022-01-30 | 2022-01-30 | | 2.853.503(+2,7%) | |
| 2022-01-31 | 2022-01-31 | | 2.921.378(+2,4%) | |
| 2022-02-01 | 2022-02-01 | | 2.981.932(+2,1%) | |
| 2022-02-02 | 2022-02-02 | | 3.042.819(+2%) | |
| 2022-02-03 | 2022-02-03 | | 3.089.248(+1,5%) | |
| 2022-02-04 | 2022-02-04 | | 3.111.300(+0,71%) | |
| 2022-02-05 | 2022-02-05 | | 3.164.124(+1,7%) | |
| 2022-02-06 | 2022-02-06 | | 3.216.861(+1,7%) | |
| 2022-02-07 | 2022-02-07 | | 3.260.893(+1,4%) | |
| 2022-02-08 | 2022-02-08 | | 3.299.184(+1,2%) | |
| 2022-02-09 | 2022-02-09 | | 3.336.605(+1,1%) | |
| 2022-02-10 | 2022-02-10 | | 3.364.534(+0,84%) | |
| 2022-02-11 | 2022-02-11 | | 3.387.052(+0,67%) | |
| 2022-02-12 | 2022-02-12 | | 3.405.097(+0,53%) | |
| 2022-02-13 | 2022-02-13 | | 3.436.717(+0,93%) | |
| 2022-02-14 | 2022-02-14 | | 3.460.394(+0,69%) | |
| 2022-02-15 | 2022-02-15 | | 3.480.829(+0,59%) | |
| 2022-02-16 | 2022-02-16 | | 3.502.134(+0,61%) | |
| 2022-02-17 | 2022-02-17 | | 3.517.640(+0,44%) | |
| 2022-02-18 | 2022-02-18 | | 3.530.229(+0,36%) | |
| 2022-02-19 | 2022-02-19 | | 3.540.596(+0,29%) | |
| 2022-02-20 | 2022-02-20 | | 3.558.292(+0,5%) | |
| 2022-02-21 | 2022-02-21 | | 3.571.357(+0,37%) | |
| 2022-02-22 | 2022-02-22 | | 3.583.518(+0,34%) | |
| 2022-02-23 | 2022-02-23 | | 3.595.473(+0,33%) | |
| 2022-02-24 | 2022-02-24 | | 3.604.623(+0,25%) | |
| 2022-02-25 | 2022-02-25 | | 3.612.397(+0,22%) | |
| 2022-02-26 | 2022-02-26 | | 3.618.392(+0,17%) | |
| 2022-02-27 | 2022-02-27 | | 3.629.288(+0,3%) | |
| 2022-02-28 | 2022-02-28 | | 3.637.805(+0,23%) | |
| 2022-03-01 | 2022-03-01 | | 3.645.560(+0,21%) | |
| 2022-03-02 | 2022-03-02 | | 3.653.875(+0,23%) | |
| 2022-03-03 | 2022-03-03 | | 3.660.684(+0,19%) | |
| 2022-03-04 | 2022-03-04 | | 3.666.738(+0,17%) | |
| 2022-03-05 | 2022-03-05 | | 3.671.409(+0,13%) | |
| 2022-03-06 | 2022-03-06 | | 3.679.166(+0,21%) | |
| 2022-03-07 | 2022-03-07 | | 3.686.563(+0,2%) | |
| 2022-03-08 | 2022-03-08 | | 3.693.178(+0,18%) | |
| 2022-03-09 | 2022-03-09 | | 3.700.130(+0,19%) | |
| 2022-03-10 | 2022-03-10 | | 3.705.845(+0,15%) | |
| 2022-03-11 | 2022-03-11 | | 3.711.185(+0,14%) | |
| 2022-03-12 | 2022-03-12 | | 3.715.156(+0,11%) | |
| 2022-03-13 | 2022-03-13 | | 3.721.144(+0,16%) | |
| 2022-03-14 | 2022-03-14 | | 3.727.708(+0,18%) | |
| 2022-03-15 | 2022-03-15 | | 3.734.045(+0,17%) | |
| 2022-03-16 | 2022-03-16 | | 3.740.830(+0,18%) | |
| 2022-03-17 | 2022-03-17 | | 3.747.808(+0,19%) | |
| 2022-03-18 | 2022-03-18 | | 3.755.128(+0,2%) | |
| 2022-03-19 | 2022-03-19 | | 3.762.936(+0,21%) | |
| 2022-03-20 | 2022-03-20 | | 3.775.865(+0,34%) | |
| 2022-03-21 | 2022-03-21 | | 3.790.623(+0,39%) | |
| 2022-03-22 | 2022-03-22 | | 3.804.078(+0,35%) | |
| 2022-03-23 | 2022-03-23 | | 3.818.179(+0,37%) | |
| 2022-03-24 | 2022-03-24 | | 3.830.212(+0,32%) | |
| 2022-03-25 | 2022-03-25 | | 3.842.018(+0,31%) | |
| 2022-03-26 | 2022-03-26 | | 3.851.877(+0,26%) | |
| 2022-03-27 | 2022-03-27 | | 3.867.741(+0,41%) | |
| 2022-03-28 | 2022-03-28 | | 3.883.070(+0,4%) | |
| 2022-03-29 | 2022-03-29 | | 3.897.308(+0,37%) | |
| 2022-03-30 | 2022-03-30 | | 3.909.468(+0,31%) | |
| 2022-03-31 | 2022-03-31 | | 3.920.167(+0,27%) | |
| 2022-04-01 | 2022-04-01 | | 3.930.671(+0,27%) | |
| 2022-04-02 | 2022-04-02 | | 3.938.033(+0,19%) | |
| 2022-04-03 | 2022-04-03 | | 3.948.826(+0,27%) | |
| 2022-04-04 | 2022-04-04 | | 3.959.737(+0,28%) | |
| 2022-04-05 | 2022-04-05 | | 3.969.074(+0,24%) | |
| 2022-04-06 | 2022-04-06 | | 3.977.137(+0,2%) | |
| 2022-04-07 | 2022-04-07 | | 3.983.708(+0,17%) | |
| 2022-04-08 | 2022-04-08 | | 3.990.425(+0,17%) | |
| 2022-04-09 | 2022-04-09 | | 3.995.055(+0,12%) | |
| 2022-04-10 | 2022-04-10 | | 3.999.289(+0,11%) | |
| 2022-04-11 | 2022-04-11 | | 4.008.736(+0,24%) | |
| 2022-04-12 | 2022-04-12 | | 4.014.139(+0,13%) | |
| 2022-04-13 | 2022-04-13 | | 4.019.179(+0,13%) | |
| 2022-04-14 | 2022-04-14 | | 4.023.897(+0,12%) | |
| 2022-04-15 | 2022-04-15 | | 4.027.745(+0,1%) | |
| 2022-04-16 | 2022-04-16 | | 4.030.025(+0,06%) | |
| 2022-04-17 | 2022-04-17 | | 4.034.124(+0,1%) | |
| 2022-04-18 | 2022-04-18 | | 4.038.414(+0,11%) | |
| 2022-04-19 | 2022-04-19 | | 4.043.026(+0,11%) | |
| 2022-04-20 | 2022-04-20 | | 4.047.095(+0,1%) | |
| 2022-04-21 | 2022-04-21 | | 4.050.888(+0,09%) | |
| 2022-04-22 | 2022-04-22 | | 4.053.361(+0,06%) | |
| 2022-04-23 | 2022-04-23 | | 4.055.908(+0,06%) | |
| 2022-04-24 | 2022-04-24 | | 4.059.878(+0,1%) | |
| 2022-04-25 | 2022-04-25 | | 4.064.333(+0,11%) | |
| 2022-04-26 | 2022-04-26 | | 4.067.762(+0,08%) | |
| 2022-04-27 | 2022-04-27 | | 4.070.281(+0,06%) | |
| 2022-04-28 | 2022-04-28 | | 4.072.935(+0,07%) | |
| 2022-04-29 | 2022-04-29 | | 4.075.369(+0,06%) | |
| 2022-04-30 | 2022-04-30 | | 4.076.985(+0,04%) | |
| 2022-05-01 | 2022-05-01 | | 4.079.331(+0,06%) | |
| 2022-05-02 | 2022-05-02 | | 4.081.777(+0,06%) | |
| 2022-05-03 | 2022-05-03 | | 4.084.196(+0,06%) | |
| 2022-05-04 | 2022-05-04 | | 4.086.205(+0,05%) | |
| 2022-05-05 | 2022-05-05 | | 4.086.666(+0,01%) | |
| Nguồn: | | | | |

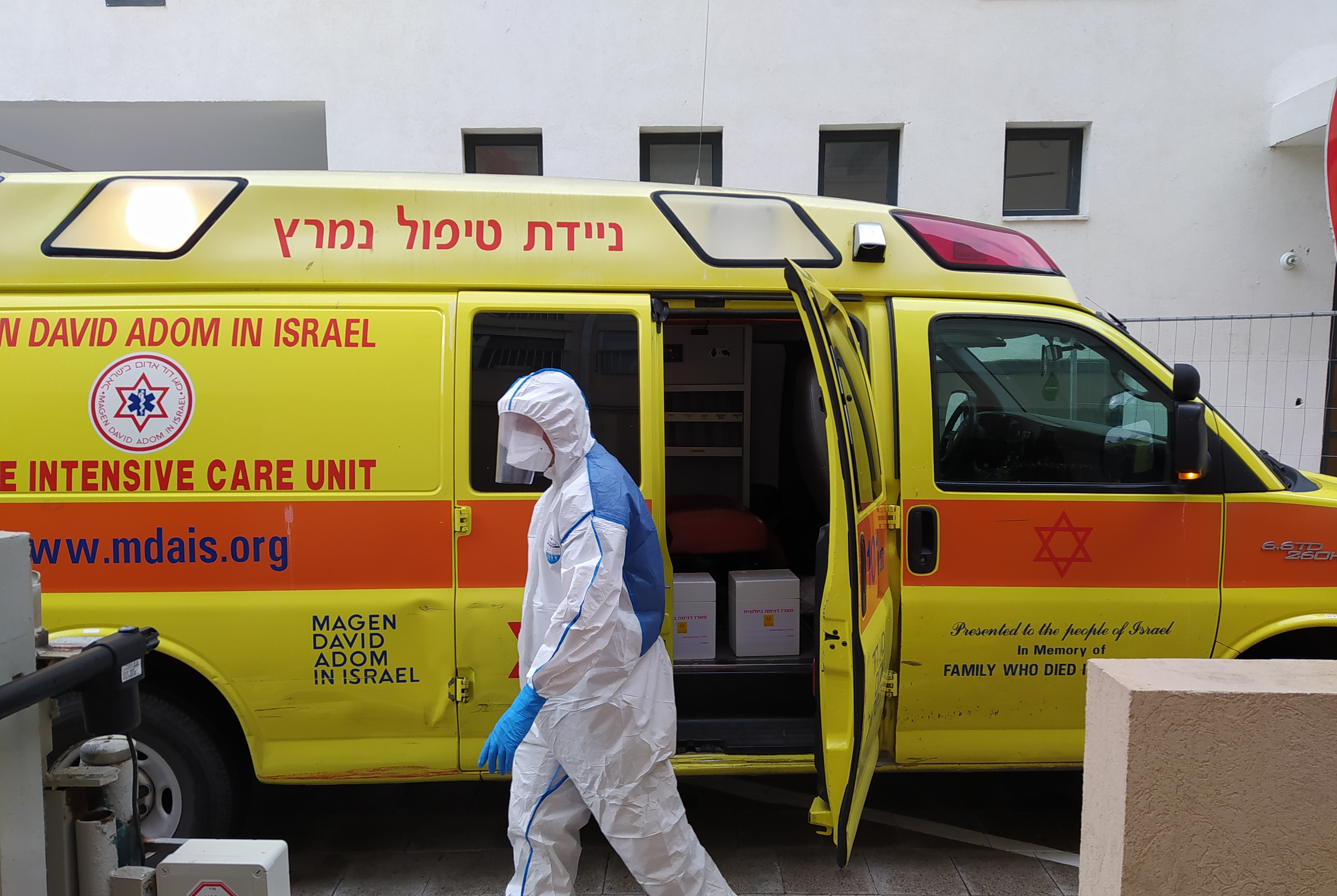
Khiên David Đỏ tại Tel Aviv

Ca COVID-19 đầu tiên tại Israel được xác nhận ngày 21 tháng 2 năm 2020 khi một công dân nữ được xét nghiệm dương tính với virus Corona ở Trung tâm Y tế Sheba sau lần trở về từ khu cách ly trên tàu Diamond Princess tại Nhật Bản. Tiếp đó, quy định cách ly 14 ngày tại nhà được áp dụng cho bất kỳ ai từng đến Hàn Quốc hoặc Nhật Bản, và một lệnh cấm những người không phải dân cư trú và công dân, đồng thời đã từng ở Hàn Quốc trong khoảng thời gian 14 ngày trước khi nhập cảnh, được ban bố. Ngày 11 tháng 3, Israel chỉ cho phép những cuộc tụ tập với quy mô không quá 100 người. Ngày 15 tháng 3, quy mô này được giảm xuống còn 10 người, kèm khuyến cáo giữ khoảng cách 2 mét giữa những người tham gia. Ngày 19 tháng 3, Thủ tướng Benjamin Netanyahu tuyên bố tình trạng khẩn cấp quốc gia, nói rằng những biện pháp hạn chế hiện tại sẽ trở thành các quy định được nhà nước thi hành, và những ai vi phạm sẽ phải chịu phạt. Người dân Israel không được rời khỏi nhà trừ khi thực sự cần thiết. Các dịch vụ thiết yếu vẫn được duy trì.
Dịch bệnh xuất hiện giữa lúc vắng bóng một chính phủ chính thức, do không liên minh cầm quyền nào được hình thành sau Bầu cử lập pháp Israel 2020, cuộc bầu cử thứ ba kể từ khi chính phủ bị giải thể tháng 12 năm 2018. Netanyahu tiếp tục giữ quyền thủ tướng và đã đang bị cáo buộc tiếm quyền trong nỗ lực kiểm soát và kiềm chế virus lây lan.
Tháng 3 năm 2020, một người đàn ông 88 tuổi tại Jerusalem, người đã trải qua một số lần đau ốm trước đó, được thông báo là ca tử vong đầu tiên.
Tính đến ngày 3 tháng 12 năm 2023, Israel ghi nhận 4,841,772 trường hợp mắc COVID-19 và 12,707 trường hợp tử vong.

## Những ca bệnh đầu
Bản mẫu:Dữ liệu dịch virus corona 2019–20/Biểu đồ số ca nhiễm tại Israel
Ngày 21 tháng 2, Israel xác nhận ca nhiễm COVID-19 đầu tiên. Một công dân nữ Israel từng bay về từ Nhật Bản sau khi được cách ly trên tàu Diamond Princess được xét nghiệm dương tính ở Trung tâm Y tế Sheba. Ngày 23 tháng 2, một người khác cũng từng là hành khách trên tàu Diamond Princess có kết quả dương tính và đã được chuyển vào một bệnh viện để cách ly.
Ngày 27 tháng 2, một người đàn ông trở về từ Ý vào ngày 23 tháng 2, xét nghiệm dương tính và được chuyển vào Trung tâm Y tế Sheba. Ngày 28 tháng 2, vợ người này cũng có kết quả dương tính.
Ngày 1 tháng 3, một nữ quân nhân dương tính với virus. Cô từng làm việc tại cửa hàng đồ chơi thuộc quản lý của người đàn ông đã được chẩn đoán ngày 27 tháng 2. Ngày 3 tháng 3, ba ca nhiễm khác được xác nhận. Hai người nhiễm virus ở cùng cửa hàng đồ chơi đã nêu: một học sinh trung học đã làm việc tại đây, và phó hiệu trưởng một ngôi trường từng vào mua sắm. Sau đó, 1.150 học sinh được cách ly hai tuần. Người thứ ba, trở về từ Ý vào ngày 29 tháng 2, cũng được xét nghiệm dương tính.

## Phản ứng của chính phủ

### Hạn chế đi lại và nhập cảnh
Ngày 26 tháng 1 năm 2020, Israel khuyến cáo không đi tới Trung Quốc nếu không cần thiết. Ngày 30 tháng 1, Israel dừng tất cả các chuyến bay từ Trung Quốc. Ngày 17 tháng 2, Israel mở rộng lệnh cấm tới những người nước ngoài từ Thái Lan, Hồng Kông, Ma Cao và Singapore.
Ngày 22 tháng 2, một chuyến bay từ Seoul, Hàn Quốc hạ cánh ở Sân bay quốc tế Ben Gurion. Một quyết định đặc biệt được đưa ra cho phép chỉ những người Israel được xuống máy bay, chiếc máy bay và tất cả những ai không phải công dân Israel trên chuyến bay đã quay lại Hàn Quốc.. Sau đó, Israel ngăn nhập cảnh những người không phải dân cư trú ở Israel hay công dân nước này, đồng thời từng ở Hàn Quốc trong khoảng thời gian 14 ngày trước khi tới Israel. Quy định tương tự cũng được áp dụng với những người từ Nhật Bản, bắt đầu từ ngày 23 tháng 2.
Ngày 26 tháng 2, Israel ra cảnh báo đi lại tới Ý và thúc giục việc hủy toàn bộ các chuyến đi nước ngoài.

### Tự cách ly 14 ngày
Ngày 21 tháng 2, Israel thiết lập quy định cách ly 14 ngày tại nhà đối với bất kỳ ai từng đến Hàn Quốc hay Nhật Bản.
Một số khách du lịch xét nghiệm dương tính sau khi đi về từ Israel, bao gồm các thành viên của một nhóm từ Hàn Quốc, hai người từ România, một nhóm hành hương người Hy Lạp, và một phụ nữ từ tiểu bang New York, Hoa Kỳ. 200 sinh viên Israel được cách ly sau khi tiếp xúc với một nhóm khách du lịch tâm linh từ Hàn Quốc. 1.400 người Israel khác được cách ly vì từng đi ra nước ngoài.
Ngày 9 tháng 3, Thủ tướng Benjamin Netanyahu tuyên bố cách ly bắt buộc đối với tất cả những ai nhập cảnh vào Israel, yêu cầu toàn bộ người nhập cảnh tự cách ly trong vòng 14 ngày từ khi nhập cảnh. Lệnh này có hiệu lực ngay lập tức đối với tất cả người Israel trở về nước, và sẽ áp dụng kể từ ngày 13 tháng 3 cho tất cả công dân nước ngoài, những người này phải chứng minh rằng mình đã thu xếp chỗ ở trong suốt khoảng thời gian phải cách ly.

### Điểm bỏ phiếu cho những công dân bị cách ly
Ngày 2 tháng 3, Bầu cử lập pháp Israel 2020 được tổ chức. Nhiều điểm bỏ phiếu riêng biệt được lập cho 5.630 công dân Israel đang cách ly và có đủ điều kiện đi bỏ phiếu. 4.073 công dân đã bỏ phiếu ở các điểm đặc biệt này. Sau bầu cử, nhiều người Israel đang cách ly.

### Tòa án đóng băng
Ngày 15 tháng 3, Bộ trưởng Tư pháp Amir Ohana thông báo rằng các hoạt động không cấp thiết của toàn án sẽ bị đóng băng. Theo đó, phiên xử vụ án tham nhũng của Thủ tướng Netanyahu được hoãn từ ngày 17 tháng 3 tới ngày 24 tháng 5. Phong trào Chính phủ Thực chất đã giục giã Tổng Chưởng lý tạm dừng các quy định mới.

### Truy dấu qua điện thoại các cá nhân bị lây nhiễm
Ngày 15 tháng 3, chính phủ Israel đề xuất cho phép cơ quan an ninh Shin Bet truy dấu việc di chuyển trước đó của những người được chẩn đoán nhiễm virus Corona bằng điện thoại di động của họ. Cơ quan này sẽ không cần lệnh của tòa án để tiến hành theo dõi. Mục đích của biện pháp là phát hiện những người đã tiếp xúc với các cá nhân nhiễm bệnh trong vòng hai tuần trước khi những người này được chẩn đoán, và để gửi tin nhắn thông báo cho mọi người thuộc diện đã nêu phải tự cách ly 14 ngày. Biện pháp an ninh trên có hiệu lực trong 30 ngày sau khi được chấp thuận bởi một tiểu ban của Quốc hội Israel (Knesset), và toàn bộ hồ sơ sẽ được xóa sau thời điểm biện pháp hết hiệu lực. Giới chỉ trích gọi đề xuất này là sự xâm phạm quyền riêng tư và tự do dân sự.
Ngày 17 tháng 3, lúc 1:30 sáng, một ủy ban Quốc hội Israel chấp thuận chương trình truy dấu qua điện thoại. Trong hai ngày đầu, Bộ Y tế đã gửi tin nhắn tới 400 cá nhân đã từng ở gần người nhiễm bệnh và yêu cầu họ tự cách ly 14 ngày. Ngày 19 tháng 3, Hiệp hội các Quyền Dân sự ở Israel, Adalah – Trung tâm pháp lý cho các Quyền của người thiểu số Ả Rập, và liên minh chính trị Danh sách Chung của các đảng Ả Rập đâm đơn kiện lên Tòa án Tối cao Israel nhằm dừng chương trình kiểm soát này lại. Cùng ngày, vài trăm người biểu tình đổ về Quốc hội Israel để phản đối việc giám sát điện thoại và những hạn chế khác lên các hoạt động của công dân, cũng như việc đóng cửa các cơ quan tư pháp và lập pháp của nhà nước. Cảnh sát đã bắt giữ ba người biểu tình vì vi phạm lệnh cấm tụ tập trên 10 người, và cũng chặn hàng tá xe ô tô đi vào Jerusalem và tiếp cận tòa nhà Quốc hội.

### Phản ứng y tế
Cho tới 15 tháng 3, các bác sĩ đã phàn nàn rằng các trường hợp được chỉ định xét nghiệm là quá hẹp. Ngày 16 tháng 3, Bộ Y tế chấp thuận một số điều trị thử nghiệm cho các bệnh nhân mắc COVID-19. Ngày 18 tháng 3, Bộ Quốc phòng đảm trách việc mua dụng cụ, thiết bị để sử dụng chống dịch. Vào cùng ngày, Viện Nghiên cứu Sinh học Israel thông báo đang nghiên cứu vắc-xin COVID-19.

## Ảnh hưởng kinh tế

### Cách ly xã hội và đóng cửa các không gian công cộng
Ngày 11 tháng 3, Israel bắt đầu cấm các cuộc tụ tập trên 100 người.
Ngày 14 tháng 3, Thủ tướng Netanyahu phát biểu tới công chúng, thông báo những quy định mới và tuyên bố sự cần thiết phải "có một lối sinh hoạt mới". Bộ Y tế đăng quy định mới, có hiệu lực ngày 15 tháng 3. Trong đó bao gồm cấm tụ tập trên 10 người và đóng cửa toàn bộ cơ sở giáo dục (cả nhà trẻ bán trú, giáo dục đặc biệt, các phong trào thanh niên và các chương trình sau giờ học). Danh sách địa điểm được yêu cầu đóng cửa bao gồm khu mua sắm, nhà hàng, phòng tiệc khách sạn, pub, câu lạc bộ nhảy, phòng gym, bể bơi, bãi biển, công viên nước và công viên giải trí, sở thú, vườn thú cưng, nhà tắm và phòng tắm tẩy trần cho nam, salon làm đẹp và massage, địa điểm tổ chức sự kiện và hội nghị, tàu thuyền công cộng và cáp treo, và các khu vực di sản. Các hàng quán mua-về, siêu thị và hiệu thuốc vẫn mở cửa. Nhà thờ Hồi giáo Al-Aqsa và Đền Mái vòm Đá đều đóng cửa.
Ngày 19 tháng 3, Thủ tướng Netanyahu tuyên bố tình trạng khẩn cấp quốc gia. Ông nói những biện pháp hạn chế hiện tại sẽ được nâng lên thành quy định pháp luật, và những ai vi phạm sẽ chịu phạt. Người Israel không được rời khỏi nhà trừ khi thực sự cần thiết. Những dịch vụ thiết yếu vẫn duy trì. Tin tức được tường thuật cho thấy hàng trăm người Israel phớt lờ lệnh cấm mới vào ngày Sabát, 21 tháng 3, và tới các bãi biển, công viên, và các địa điểm tự nhiên, khiến Bộ Y tế phải cảnh báo sẽ áp đặt các hạn chế nghiêm ngặt hơn.
Ngày 22 tháng 3, Tổng Chưởng lý chấp thuận đề nghị của chính phủ, trì hoãn đổi sang Giờ Mùa hè Israel, vốn đã được lên lịch vào 26–27 tháng 3. Giờ Mùa đông sẽ tiếp tục đến ít nhất là một tháng nữa, với hoàng hôn xuống vào chiều muộn, để giảm thời gian mọi người ở ngoài trời.

### Đóng cửa trường học
Ngày 12 tháng 3, Israel thông báo toàn bộ các đại học và trường học sẽ đóng cửa cho tới sau kỳ nghỉ Lễ Vượt Qua (mùa xuân).

### Người lao động nghỉ có lương
Ngày 16 tháng 3, Israel áp đặt hạn chế lên các khu vực kinh tế công và tư. Toàn bộ người lao động không then chốt trong chính phủ và chính quyền địa phương nghỉ có lương cho đến hết kỳ nghỉ Lễ Vượt Qua. Các doanh nghiệp khu vực tư có quá 10 nhân viên được yêu cầu giảm 70% nhân sự tại nơi làm việc.

### Giao thông công cộng
Đến ngày 19 tháng 3, đi lại bằng phương tiện công cộng giảm 38,5% so với trước thời điểm bùng phát dịch bệnh. Việc vận hành xe buýt công cộng được cắt giảm triệt để bởi chính phủ, chỉ hoạt động tới 8:00 mỗi tối, và toàn bộ giao thông công cộng bị dừng từ 8:00 tối thứ năm đến sáng chủ nhật, hơn mức gián đoạn thông thường trong suốt Lễ Sabát (từ tối thứ sáu đến tối thứ bảy).

### Đóng cửa Đại sứ quán tại Hy Lạp
Ngày 9 tháng 3, sau khi một nhân viên ở Đại sứ quán Israel tại Hy Lạp được phát hiện nhiễm virus Corona và lây cho hai người nhà, Đại sứ quán bị đóng cửa tạm thời.

## Phản ứng từ khu vực tư nhân

### Hủy bỏ các sự kiện
Đại dịch đã buộc nhiều sự kiện bị hủy. Dù các phòng tiệc cưới đóng cửa, những đám cưới diễn ra tại nhà riêng với điều kiện chỉ 10 người tham dự ở mỗi phòng; người ta múa và nhảy cả ở trong nhà lẫn sân ngoài. Có đám cưới được tổ chức trên mái nhà và ở sân các chủng viện Do Thái. Có trường hợp, một cặp đôi Sephardi chọn tổ chức lễ thành hôn ở một siêu thị Osher Ad, nơi không bị ảnh hưởng bởi quy định 10-người.

### Bán lẻ
Ngày 16 tháng 3, Ngân hàng Israel yêu cầu các ngân hàng bán lẻ đóng cửa,nhưng cho phép các dịch vụ đặc biệt vẫn duy trì cho người cao tuổi.

### Hạn chế liên quan đến tôn giáo
Quy định của Bộ Y tế về tụ tập trong nhà, từ 100 người và sau đó là 10 người, có cân nhắc đến số lượng hành lễ tối thiểu (10 người). Dù vậy, nhiều hội đường Do Thái giáo vẫn đóng cửa, không cung cấp dịch vụ.
Sau các phiên thảo luận với các đại diện của chevra kadisha (cộng đồng mai táng theo truyền thống Do Thái), Bộ Y tế đã cho phép các thành viên cộng đồng tiếp tục duy trì nhiều khía cạnh trong việc chôn cất các nạn nhân của dịch bệnh. Các nhân viên mai táng sẽ mặc đồ bảo hộ đầy đủ để tiến hành nghi thức thanh tẩy (taharah), sau đó liệm bằng tachrichim (vải liệm bằng lanh) và một lớp plastic. Dịch vụ tang lễ phải được làm hoàn toàn ngoài trời, và những người dự không cần mặc đồ bảo hộ.

## Quan hệ với các nước và vùng lãnh thổ láng giềng

### Chính quyền Palestine
Ngày 11 tháng 3, Israel vận chuyển 20 tấn thuốc sát trùng tới Bờ Tây.
Ngày 17 tháng 3, Bộ Quốc phòng thắt chặt hạn chế đối với người lao động Palestine, chỉ cho nhập cảnh những người làm việc ở những lĩnh vực thiết yếu, và yêu cầu họ ở lại Israel thay vì đi lại giữa hai bên. Đồng thời, Israel và chính quyền Palestine thiết lập một phòng tác chiến chung để phối hợp phản ứng với dịch.

### Ai Cập
Ngày 8 tháng 3, Israel dừng việc qua lại biên giới ở Taba vì lo ngại sự lây lan dịch bệnh từ Ai Cập. Lệnh cấm nhập cảnh áp dụng với bất kỳ người nào không phải người Israel đang chuẩn bị nhập cảnh từ Ai Cập. Công dân Israel trở về từ Ai Cập được yêu cầu cách ly ngay lập tức trong 14 ngày.

### Jordan
Trong khi Israel đã không áp đặt các hạn chế lên việc qua lại tại biên giới với Jordan, Vương quốc Jordan đã quyết định đóng biên với Israel cũng như với tất cả các quốc gia láng giềng bắt đầu từ ngày 11 tháng 3.

## Phản ứng của cộng đồng
Ngày 7 tháng 3, trong lúc phát biểu tại một cuộc họp báo của đảng chính trị Yachad, Rabbi Meir Mazuz đổ lỗi cho cộng đồng LGBT về sự bùng phát của dịch. Liên đoàn chống phỉ báng hối thúc ông xin lỗi vì đã "kích động chống lại cộng đồng LGBT."

## Số liệu
Bản mẫu:Dữ liệu dịch virus corona 2019–20/Bảng số ca nhiễm tại Israel
Bản mẫu:Clear